# Arlum i Stöndar
Arlum i Stöndar – miejscowości (småort) w Szwecji w gminie Sollefteå w regionie Västernorrland. Około 56 mieszkańców.